# 딱좋은 라디오
《라기오의 딱좋은 라디오》는 KNN 러브FM(부산 FM 105.7MHz, 양산 FM 88.5MHz, 기장/정관 FM 89.3MHz, 서부산/창원/김해/거제 FM 90.9MHz, 진주 FM 98.7MHz)에서 매일 오후 2시 20분에 방송되었던 부산 경남 지역 라디오 예능 프로그램이다. 2025년 3월 27일 자로 9년만에 폐지되었다.

## 프로그램 소개
센스 넘치는 입담과 에너지 넘치는 진행으로 오후 2시 색다른 활력을 선사하는 프로그램

## 개요
문자 참여는 #1057이다.

## 역대 진행자
| 대수 | 진행자    | 진행 기간                          | 비고 |
| ---- | --------- | ---------------------------------- | ---- |
| 1대  | 강영운 PD | 일자미상 ~ 2023년 10월 22일        |      |
| 2대  | 라기오 PD | 2023년 10월 23일 ~ 2025년 3월 21일 |      |

## 코너

### 평일
- 딱좋은 초성초성!
- 딱좋은 극장퀴즈쇼
- 축하전화 데이데이

### 주말
- 딱좋은 핫차트, 딱좋은 리믹스
- 딱좋은 옛날차트, 딱좋은 리믹스

### 요일
- 월요일 : 딱좋은 스피드퀴즈 오희주를 이겨라!
- 화요일 : 딱좋은 옛날 라디오
- 수요일 : 딱좋은 불타는 레시피
- 목요일 : 딱좋은 네비게이션
- 금요일 : 딱좋은 배작가의 랭킹쇼
- 토요일 : 딱좋은 핫차트, 딱좋은 리믹스, 베스트축하전화
- 일요일 : 딱좋은 옛날차트, 딱좋은 리믹스